# Венсан Скотто
Венса́н Бати́ст Скотто́ (фр. Vincent Scotto; 12 квітня 1874, Марсель,  Франція — 15 листопада 1952, Париж, Франція) — французький композитор.

## Життєпис
Венсан Скотто почав свою музичну кар'єру в Марселі в 1906 році, а потім переїхав до Парижа. Упродовж життя він написав 4000 пісень, а також шістдесят оперет. Також в 1930-1950-х роках написав музику для майже ста фільмів, та іноді з'являлися в них як актор. Співпрацював з такими відомими французькими та іноземними режисерами, як Марсель Паньоль, Марк Аллегре, Саша Гітрі, Крістіан-Жак, Аугусто Дженіна, Жульєн Дювів'є, Клод Отан-Лара, Андре Каятт та ін.

## Музика для кіно (вибірково)
- 1929 : Під дахами Парижа / Sous les toits de Paris
- 1930 : Роман про лисицю / Le roman de Renard
- 1931 : Авантюристки Тунісу / Die Abenteurerin von Tunis
- 1932 : Поцілуй мене / Embrassez-moi
- 1932 : Фанні / Fanny
- 1932 : Весняний душ / Tavaszi zápor
- 1933 : Марі, угорська легенда / Marie, légende hongroise
- 1933 : Стріляй з флангу / Tire au flanc
- 1933 : Агонія орлів / L'agonie des aigles
- 1933 : Бах мільйонер / Bach millionnaire
- 1933 : Зять пана Пуар'є / Le gendre de Monsieur Poirier
- 1934 : Жофруа / Jofroi
- 1934 : Ніч божевілля / Une nuit de folies
- 1934 : Потяг о 18.47 / Le train de huit heures quarante-sept
- 1934 : Блакитні бушлати / Les bleus de la marine
- 1934 : Три моряки / Trois de la marine
- 1934 : Велика сім'я / Famille nombreuse
- 1934 : Анжель / Angèle
- 1934 : Зу-Зу / Zouzou
- 1935 : Удачі! / Bonne chance!
- 1935 : Мерлюсс / Merlusse
- 1935 : Веселі фінанси / Les gaîtés de la finance
- 1936 : Тітка Чарлея / La marraine de Charley
- 1936 : Марінелла / Marinella
- 1936 : Вітер / Coup de vent
- 1936 : Сезар / César
- 1936 : Пригода в Парижі / Aventure à Paris
- 1936 : Пепе ле Моко / Pépé le Moko
- 1936 : Топаз / Topaze
- 1937 : Жозетта / Josette
- 1937 : Жиголетта / Gigolette
- 1937 : Попелюшка / Cinderella
- 1937 : Грізна Сараті / Sarati, le terrible
- 1937 : Вогняний поцілунок Неаполя / Naples au baiser de feu
- 1938 : Три гармати в школі-інтернаті / Trois artilleurs au pensionnat
- 1938 : Міражі / Mirages
- 1938 : П'ятигодинний мосьє / Le monsieur de 5 heures
- 1938 : Безрадісна вулиця / La rue sans joie
- 1938 : Липкі жінки / Les femmes collantes
- 1938 : Алжир / Algiers
- 1938 : Дружина пекаря / La femme du boulanger
- 1938 : Струмок / Le ruisseau
- 1938 : Князь мого серця / Prince de mon coeur
- 1938 : Два заповідника / Deux de la réserve
- 1939 : Ява / Une java
- 1939 : Гангстери замку Іф / Les gangsters du château d'If
- 1939 : Тільки ти мені подобаєшся / Vous seule que j'aime
- 1939 : Моя тітка диктатор / Ma tante dictateur
- 1940 : Дочка землекопа / La fille du puisatier
- 1940 : Солом'яний капелюшок / Un chapeau de paille d'Italie
- 1941 : Дивна Сюзі / L'étrange Suzy
- 1941 : Мадам Сен-Жен / Madame Sans-Gêne
- 1941 : Ланцюговий вимикач / Le briseur de chaînes
- 1942 : Закон весни / La loi du printemps
- 1942 : Романс на трьох / Romance à trois
- 1942 : Загублена жінка / La femme perdue
- 1943 : Містраль / Le mistral
- 1943 : Доміно / Domino
- 1944 : Пригода на розі вулиці / L'aventure est au coin de la rue
- 1945 : Наїс / Naïs
- 1946 : Вокзальна вулиця, 120 / 120, rue de la Gare
- 1946 : Повинен мати / Faut ce qu'il faut
- 1946 : Кабаре з розмахом / Le cabaret du grand large
- 1948 : Коломба / Colomba
- 1948 : Жінка без пропуску / Femme sans passé
- 1948 : Якщо це може принести вам задоволення / Si ça peut vous faire plaisir
- 1949 : Пастка для чоловіків / Piège à hommes
- 1949 : Ешафот може почекати / L'échafaud peut attendre
- 1949 : Моя тітка з Гонфлера / Ma tante d'Honfleur
- 1950 : Отвір у стіні / Un trou dans le mur
- 1950 : Маленький зуав / Au p'tit zouave
- 1950 : Мінні, вільна інженю / Minne, l'ingénue libertine
- 1951 : Дивна мадам X / L'étrange Mme X
- 1951 : Малий кардинал / Les petites Cardinal
- 1956 : Троє з Канеб'єра / Trois de la Canebière